# Eupalthis apoblepta
Eupalthis apoblepta är en fjärilsart som beskrevs av Turner 1908. Eupalthis apoblepta ingår i släktet Eupalthis och familjen nattflyn. Inga underarter finns listade i Catalogue of Life.